# Ahn Jae-wook
Ahn Jae-wook (tiếng Hàn: 안재욱; sinh ngày 12 tháng 9 năm 1971) là một diễn viên, ca sĩ và người soạn nhạc Hàn Quốc.

## Sự nghiệp
Ahn Jae-wook đã dành phần lớn thời thơ ấu của mình ở quê nhà Donam-dong, Seoul trước khi tốt nghiệp trường Seoul Institute of the Arts, nơi Ahn theo học chuyên ngành sân khấu. Sau khi tốt nghiệp vào năm 1994, Ahn xuất hiện lần đầu diễn xuất của mình trong phim Song of a Blind Bird được dựa trên một câu chuyện có thật, tiếp theo là vai phụ trong một số phim từ năm 1995-1996 truyền hình như Hotel và Their Embrace. Trong năm 1997, Ahn và bạn diễn Choi Jin-sil đã trở thành ngôi sao nổi tiếng từ bộ phim thời trang  Star in My Heart , đạt tỉ suất trên 49%. Không chỉ làm bùng lên các xu hướng trong kiểu tóc, thời trang và các sản phẩm đặc trưng trong phim, Ahn cũng đã trở thành một sao Làn sóng Hàn Quốc, mở rộng sự nổi tiếng của mình đến Trung Quốc, Nhật Bản và các nước Đông Nam Á.
 Star in My Heart  đã bắt đầu sự nghiệp âm nhạc của Ahn.  Forever  được đặc trưng trong loạt kết thúc trong buổi biểu diễn của nhân vật Kang-min, bán được hơn 700.000 bản và đã trở thành ca khúc chủ đề của album đầu tay của mình. Anh tiếp tục sáng tác và hát trong những năm qua, tổ chức nhiều buổi hòa nhạc tại Nhật Bản và Trung Quốc và phát hành album  Memories  và  Reds in Ahn Jae-wook .
Năm 1998, anh đã đóng vai chính trong ba bộ phim là  Rub Love  với Lee Ji-eun,  Tie a Yellow Ribbon với Kim Hye-soo và  First Kiss  với Choi Ji-woo đã không thành công lắm bất chấp sự nổi tiếng của mình vào thời điểm đó. Ahn cũng đóng vai chính trong  Garden of Heaven  với Lee Eun-ju vào năm 2003 và dự án phim Hàn Quốc-Nhật Bản  Triangle  trong năm 2009.
Thay vào đó, Ahn tập trung trên màn ảnh nhỏ, xuất hiện trong hơn 10 bộ phim truyền hình từ cuối những năm 1990 và suốt những năm 2000. Trong số đó là  Goodbye My Love  với Kim Hee-sun, Oh Pil-seung và Bong Soon-young  với Chae Rim và I Love You  với Seo Ji-hye.
Để kỷ niệm lần thứ 50 của kênh truyền hình MBC, Ahn tham gia phim Lights and Shadows trong năm 2011. Bộ phim có sắc màu rực rỡ, bối cảnh của phim được lấy từ năm 1960 đến năm 1980. Sau đó, Ahn đóng vai chính phim Rudolf năm 2012.
Tháng 2 năm 2013, Ahn phải trải qua phẫu thuật não tại Mỹ bệnh xuất huyết dưới màng nhện. Sau khi nghỉ ngơi một năm, Ahn Jae-wook trở lại với sản phẩm âm nhạc Le Roi Soleil. Ahn mừng kỷ niệm 20 năm của mình trong làng giải trí bằng cách tổ chức một concert mang tên One Fine Day trong tháng 10 năm 2014.

## Cuộc sống cá nhân
Ahn Jae-wook kết hôn với nữ diễn viên Choi Hyun-joo vào ngày 1 tháng 6 năm 2015. Hai người gặp nhau năm 2014 khi tham gia đóng phim tình nhân trong Rudolf.

## Phim đã tham gia

### Phim truyền hình
- 1994: 천국의 나그네 (MBC)
- 1994: Song of a Blind Bird (MBC)
- 1994-1997: Partner (MBC)
- 1995: 노래만들기 (MBC)
- 1995: Hotel (MBC)
- 1995: Love and War (MBC)
- 1996: Their Embrace (MBC)
- 1996: Salted Mackerel (MBC)
- 1997: Star in My Heart (MBC)
- 1997-1998: Revenge and Passion (MBC)
- 1998-1999: Sunflower (MBC)
- 1999: Goodbye My Love (MBC)
- 2000: Bad Friends (MBC)
- 2000-2001: Mothers and Sisters (MBC)
- 2003: Fairy and Swindler (SBS)
- 2004: Match Made in Heaven (MBC)
- 2004: Oh Feel Young (KBS)
- 2006: Mr. Goodbye (KBS2)
- 2008: I Love You (SBS)
- 2011-2012: Lights and Shadows (MBC)
- 2012: Faith (SBS - khách mời tập 1)
- 2016: Five Children (KBS)
- 2021: Mouse (TVN)

### Phim
- 1998: Rub Love
- 1998: Tie a Yellow Ribbon
- 1998: First Kiss
- 2003: Garden of Heaven
- 2009: Triangle

### Show
- 2015: SBS Healing Camp (2 Nov)

## Đĩa hát
- 1995: Baby
- 1996: 한평 반짜리 혁명
- 1997: Butterflies Are Free
- 1998: Guys and Dolls
- 2009: Jack the Ripper
- 2010: Jack the Ripper
- 2010: Rock of Ages
- 2011: Jack the Ripper
- 2012: Jack the Ripper
- 2012-2013: Rudolf
- 2014: Le Roi Soleil
- 2014-2015: Rudolf

## Chương trình Radio
- 2007-2008: Mr. Radio (KBS Cool FM)

## Đĩa nhạc
| Album                                                                                       | Danh sách ca khúc |
| ------------------------------------------------------------------------------------------- | --- |
| Forever - 1st album - Phát hành: 24 tháng 4 năm 1997                                        | Danh sách bài hát 1. Prologue 2. Forever 3. 아침 고은 햇살 4. Don't go baby 5. 어둠 그리고 그림자 6. 방황 7. 널 보낸 지금 8. Main The Piano Solo 9. Forever (Bonus Track) |
| Memories - 2nd album - Phát hành: 17 tháng 4 năm 1998                                       | Danh sách bài hát 1. 이별 (Good Bye) 2. 기댈 수 없는 세상 (Unreliable World) 3. 天愛擊兒 (천애지아) (Memories) 4. 가 (Go) 5. Only You 6. Tears 7. 그런게 아냐 (It's Not Like That) 8. 기약 (Promise) 9. 지금은 냉전중 (In Cold War) 10. 덫 (A Trap)                                 |
| Yesterday - 3rd album - Phát hành: 1 tháng 11 năm 1999                                      | Danh sách bài hát 1. Goodbye 2. Yesterday 3. Please don't go away 4. 인연 (Fate) 5. 너 없는 내일 (Tomorrow Without You) 6. 부탁 (Favor) 7. Baddest 8. Illusion 9. 나의 너에게 (Me To You) 10. Yesterday (Instrumental)                                                              |
| Reds in Ahn Jae-wook - 4th album - Phát hành: 17 tháng 3 năm 2003                           | Danh sách bài hát 1. Dear... 2. Pain 3. Friend 4. 시작 (Start) 5. 벽 (Wall) 6. 수호천사 (Guardian Angel) 7. Blessing 8. 배신 (Betrayal) 9. 넌 또다른 나 (Me Other Than You) 10. 모래시계 (Sand Glass) 11. 떠나지마 (Don't Leave) 12. Never Ever 13. 변명 (Alias) 14. 자유 (Freedom) |
| 사랑,이별 그리고... - Track from Garden of Heaven OST - Phát hành: 8 tháng 4 năm 2003       | Danh sách bài hát 14. 사랑,이별 그리고... - Ahn Jae-wook |
| Sounds Like You - 5th album - Phát hành: 11 tháng 11 năm 2005                               | Danh sách bài hát 1. Scene #1 ‘They...’ 2. 혼잣말 3. 두루루 (타이틀곡) 4. 너를 사랑하던 5. 말해줘 6. Scene #2 ‘Time that we spent’ 7. 못잊어 8. 반지 9. 사랑은 아프다 10. Her Smile (Instrumental) 11. 뒷모습 12. 세상을 가진 것처럼... 13. 바람 14. 너를 닮아서                    |
| 사랑의 향기는 설레임을 타고 온다 - Track from All That Love - Phát hành: 2 tháng 3 năm 2006 | Danh sách bài hát 12. 사랑의 향기는 설레임을 타고 온다 - Lim Hyun-jung feat. Ahn Jae-wook |
| 그녀에게 - EP - Phát hành: 1 tháng 4 năm2008                                                | Danh sách bài hát 1. 이별인건지 (Radio Ver.) 2. 안녕 3. 그녀는 4. 이별인건지 (Original Ver.) 5. 안녕 (MR) |
| Best Album - Compilation album - Phát hành: 18 tháng 12 năm 2008                            | Danh sách bài hát 1. 혼잣말 2. 두루루 3. 나에게 너만큼 4. Yesterday 5. Only You 6. 언제나 너의 곁에서 7. 상처 8. 내가 사는 이유 9. 친구 10. 멋대로 맘대로 11. Good Bye 12. 너를 닮아서 13. 이별인건지 14. 안녕 15. Forever                                                          |
| 사랑에 살다 - EP - Phát hành: 5 tháng 8 năm 2009                                            | Danh sách bài hát 1. 사랑이 사랑을 2. Breeze 3. 화해 4. 사랑을 보내고 5. Make Me Smile 6. 사랑이 사랑을 (MR) 7. 사랑을 보내고 (MR) |
| 청춘 - Track from 다섯남자의 다섯번째 이야기 - Phát hành: 13 tháng 1 năm 2010               | Danh sách bài hát 01. 청춘 - Tin Tin Five feat. Ahn Jae-wook |
| Jack the Ripper - Cast recording - Phát hành: 9 tháng 8 năm 2010                            | Danh sách bài hát 07. 어쩌면 - Sonya, Ahn Jae-wook 12. 멈출 수 없어 - Ahn Jae-wook 17. 내가 바로 잭 - Shin Sung-woo, Ahn Jae-wook 23. 내가 바로 잭 - Choi Min-cheol, Ahn Jae-wook                                                                                                   |
| At This Moment - EP - Phát hành: 28 tháng 3 năm 2012                                        | Danh sách bài hát 1. Best Friend 2. 아직도 꿈꾸는 나를 3. 그녀석 4. 미워도 미워도 |
| 하늘아 제발 / 바람 - Tracks from Lights and Shadows OST - Phát hành: 6 tháng 7 năm 2012     | Danh sách bài hát 03. 하늘아 제발 (Heaven, Please) - Ahn Jae-wook 09. 바람 (Wind) - Ahn Jae-wook |
| 너라는 하늘 - Đĩa đơn - Phát hành: 13 tháng 11 năm 2012                                     | Danh sách bài hát 01. 너라는 하늘 (Saw the Sky) |

## Giải thưởng
- 1994 MBC Drama Awards: Nam diễn viên mới xuất sắc nhất
- 1996 Baeksang Arts Awards: Nam diễn viên truyền hình mới mới xuất sắc nhất (Love and War)
- 1996 MBC Drama Awards: Nam diễn viên xuất sắc nhất
- 1997 KBS Music Awards: Top 10 ca sĩ (Forever)
- 1997 KBS Music Awards: Ca sĩ mới xuất sắc nhất (Forever)
- 1997 MBC Drama Awards: Giải thưởng Best Couple với Choi Jin-sil (Star in My Heart)
- 1997 MBC Drama Awards: Popularity Award (Star in My Heart)
- 1998 Blue Dragon Film Awards: Nam diễn viên mới xuất sắc nhất (Tie a Yellow Ribbon)
- 2000 MBC Drama Awards: Top nam diễn viên xuất sắc nhất (Bad Friends, Mothers and Sisters)
- 2001 Ministry of Culture, Sports and Tourism: Giải thưởng nghệ sĩ trẻ hiện nay
- 2004 Grimae Awards: Nam diễn viên xuất sắc nhất (Oh Feel Young)
- 2004 KBS Drama Awards: Giải thưởng Best Couple với Park Sun-young (Oh Feel Young)
- 2004 KBS Drama Awards: Top nam diễn viên xuất sắc nhất (Oh Feel Young)[25]
- 2007 KBS Entertainment Awards: Radio DJ xuất sắc nhất (Mr. Radio)
- 2010 Seoul Art and Culture Awards: Giải thưởng ngôi sao thế giới